# Обергельдрунген
Обергельдрунген (нім. Oberheldrungen) — громада в Німеччині, розташована в землі Тюрингія. Входить до складу району Киффгойзер. Складова частина об'єднання громад Ан-дер-Шмюкке.
Площа — 12,41 км2. Населення становить 744 ос. (станом на 31 грудня 2021).

## Галерея

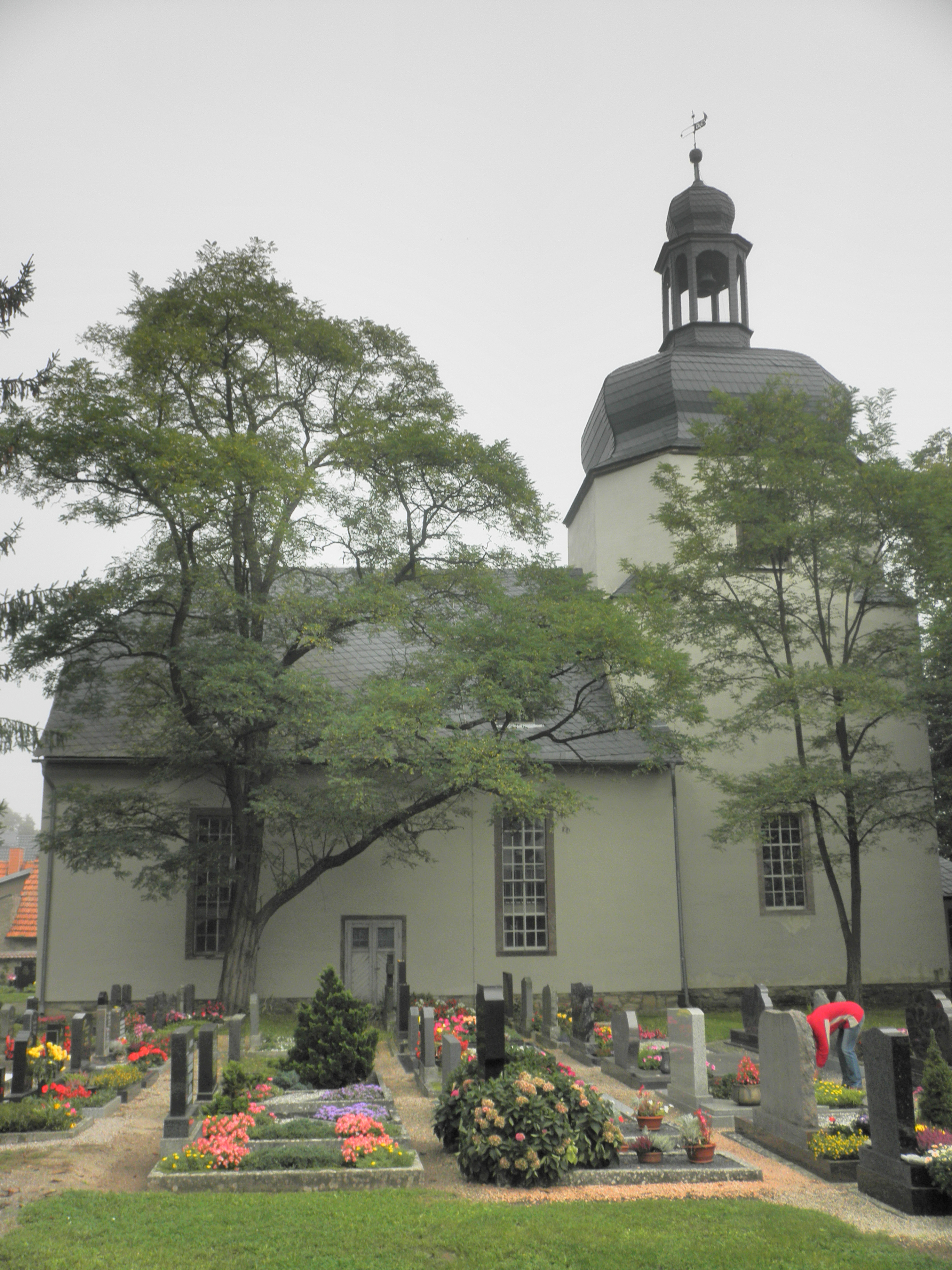
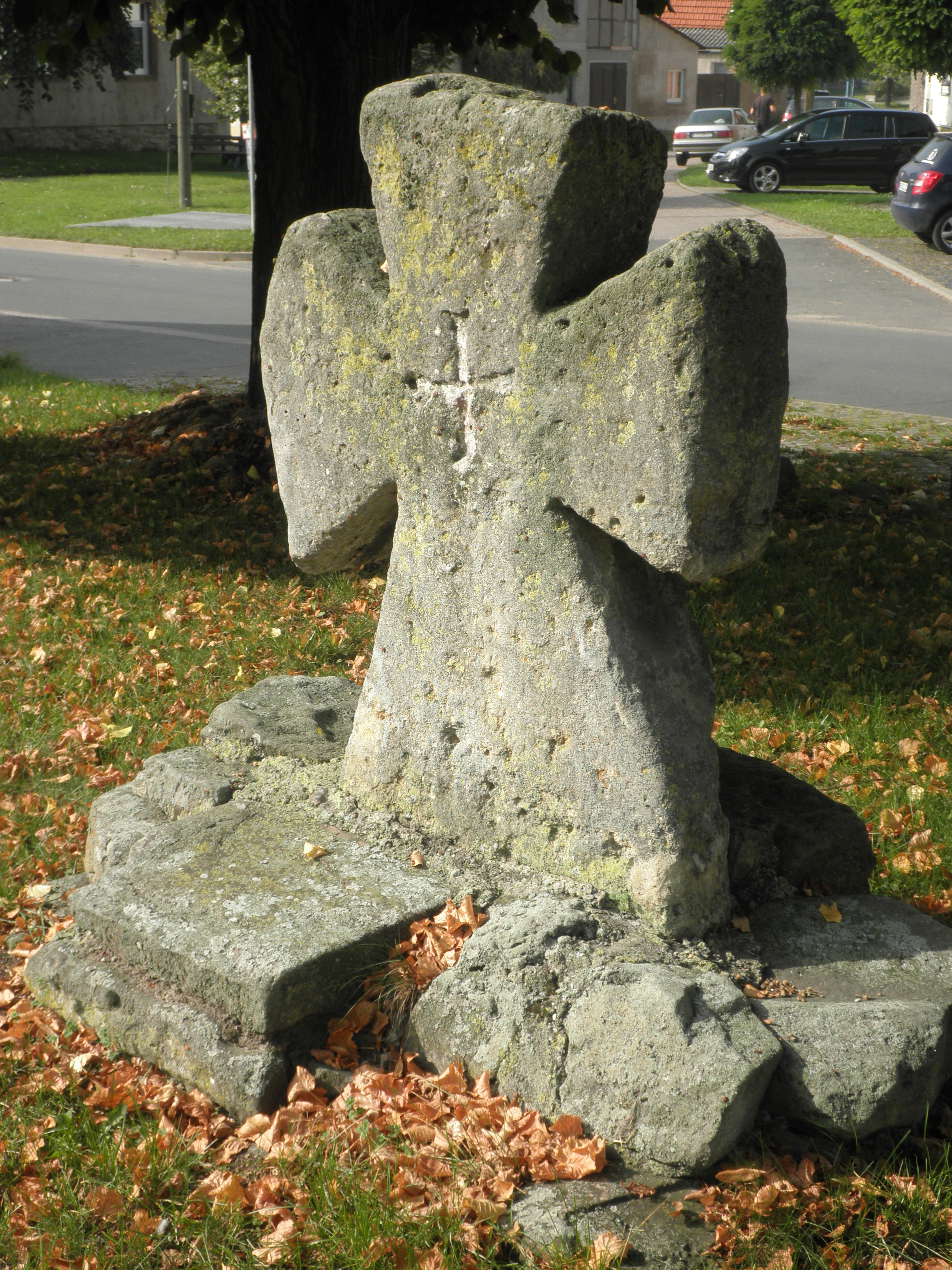